# A Cassette Tape Culture
A Cassette Tape Culture è il primo album della band statunitense aTelecine, pubblicato il 21 Marzo 2010 in musicassetta con tiratura di 23 copie numerate a mano, ed in vinile da Pendu Sound Recordings.

## Formazione
- Anthony D'Juan
- Ian Cinnamon
- Pablo St. Francis
- Sasha Grey

## Tracce

### Edizione in vinile
Lato Y
1. Find Nothing Else – 1:16
2. Chroeg Xen – 2:09
3. It's All Write – 5:06
4. She Is Beautiful – 2:22
5. Kitchen Light – 0:52
6. A Cassette Played – 6:36

Lato Z
1. Auon (Live Version) – 2:09
2. Some What Daft – 2:12
3. Elijah's New Sun – 4:08
4. I Came, I Sat, I Departed – 6:33
5. RH – 0:30
6. Sixth Pass – 2:07

### Edizione in cassetta
Lato X
1. Find Nothing Else
2. Chroeg Xen
3. It's All Write
4. She Is Beautiful
5. Kitchen Light
6. A Cassette Played
7. Auon (Live Ver)
8. Some What Daft
9. Elijah's New Sun
10. RH

Lato Z
1. I Came, I Sat, I Departed
2. Never Was A Dreamer (Vox)
3. Stepfather, Methheads
4. Entertainment (BC Ver)
5. I Eat Scat (Fade To Black Ver)